# Dziadkowo (osada leśna w województwie dolnośląskim)
Dziadkowo – osada leśna w Polsce położona w województwie dolnośląskim, w powiecie milickim, w gminie Cieszków.
W latach 1975–1998 miejscowość administracyjnie należała do województwa wrocławskiego.